# Памперо

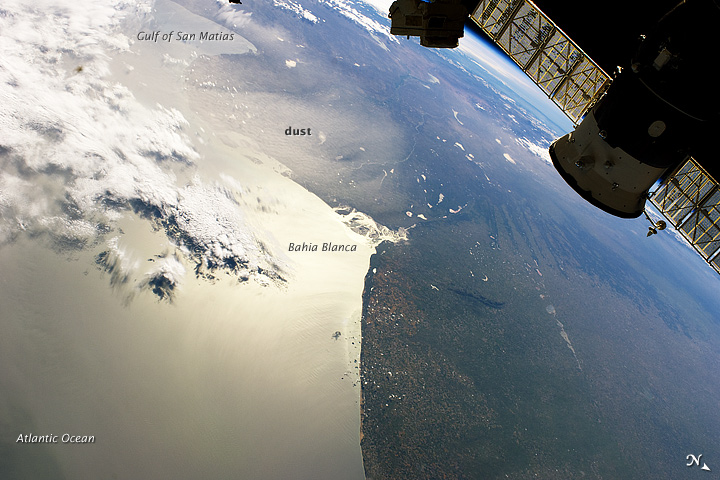

Пампе́ро (исп. pampero, мн. ч. пампе́рос — «ветер из пампы») — холодный штормовой южный или юго-западный ветер в восточной части Аргентины, Уругвае и Парагвае, иногда с дождём. Связан с вторжениями антарктического воздуха. Иногда достигает Гран-Чако и вызывает сильные похолодания.

## Описание
Обычно наступает внезапно после тёплых северных ветров (Сонда), несёт тучи пыли и сопровождается быстрым повышением давления и понижением температуры. По своим свойствам вполне соответствует холодным, сухим северо-западным ветрам у восточных берегов Азии и Северной Америки. На берегу памперо нередко сменяется также холодными и сильными, но влажными, юго-восточными ветрами (Судестада). На открытом пространстве скорость ветра достигает 25 м/с.
Первая стадия обычно именуется Pampero Húmedo («влажный памперо»), несущая ливни и снегопады, а вторая — Pampero Seco («сухой памперо»), которая переходит в пылевую бурю Pampero Sucio. Хотя памперо может случиться в любое время года, он обычно сильнейший ранним летом в Южном полушарии, между октябрём и январём.

## Влияние
Сухие холодные памперос несут огромное количество пыли и мелкую гальку. Из-за штормов, вызываемых ветром, у берегов Патагонии затруднено судоходство. Памперо, так же как и знойный северный ветер «норте», выдувают почвенный слой, образуя дюнные участки.